# Blankets

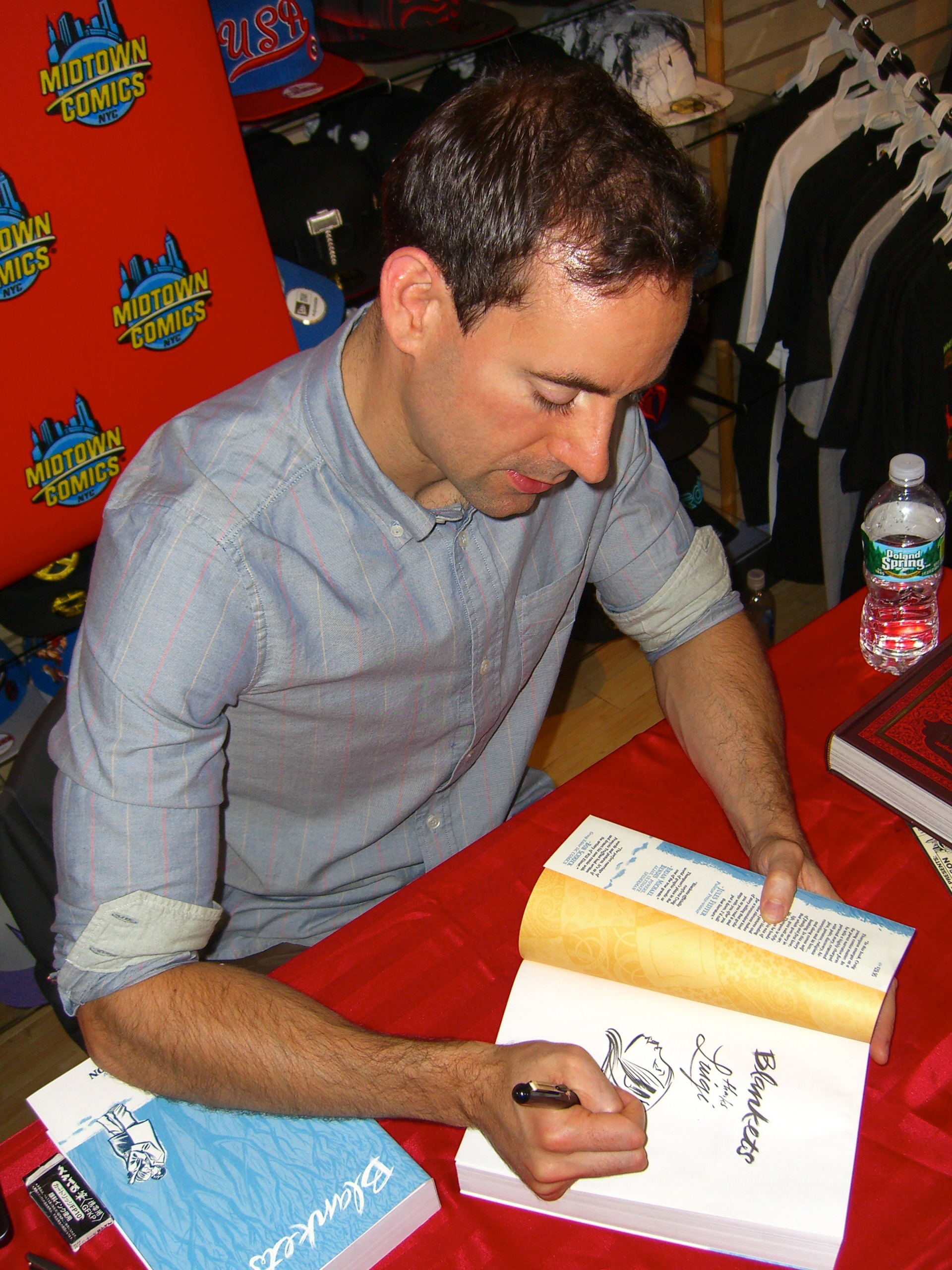
El novelista gráfico Craig Thompson dibuja una imagen de Raina, la protagonista femenina de su obra Blankets, en un ejemplar del libro.

Blankets es una novela gráfica autobiográfica escrita por Craig Thompson, publicada por primera vez en el año 2003 por Top Shelf Productions. El libro cuenta la historia de Thompson, su crianza y desarrollo en medio de una familia evangelista cristiana, su primer amor, hasta llegar al momento en que tiene que entrar a la madurez. El libro es extensamente aclamado por la prensa especializada, entre otros por ejemplo la revista Time le otorgó el primer puesto en su lista de "Mejores Cómics del 2003" y el octavo puesto de su lista "Mejores Cómics de la década"

## Historia de la publicación
A finales de 1999 Thompson comenzó a trabajar en la novela gráfica la cual fue publicada 3 años y medio después en 2003. El declaró que produjo el libro como una forma de revelar a sus padres que ya no quería seguir siendo cristiano.

## Personajes principales
- Craig Thompson: Craig es el personaje principal, que se representa desde la infancia hasta el comienzo de la edad adulta. Craig lucha con su cristianismo y con su creencia de que el cristianismo que se ha rodeado de toda su vida no es lo que él cree que debería ser. En un campamento de invierno Bautista Cristiano conoce a una chica de formación similar llamado Raina que se convierte en su primer amor.
- Phil: El hermano menor de Craig. Al igual que Craig le gusta dibujar, y la primera parte de la historia detalla su infancia juntos, aunque más tarde se separan. Sus aventuras también se recuerdan por lo menos una vez en cada capítulo a través del libro.
- Raina: El primer amor de Craig, una joven cristiana a quien Craig conoce por primera vez en un campamento de la iglesia. Al igual que Craig, su familia no está bien financieramente, y el divorcio de sus padres le causa estrés. Ella también se encarga de su hermana con discapacidad mental y de su hermano. A pesar de que cree en Dios, ella no cree tan fuertemente como lo hace Craig.
- Los padres de Craig: los padres de Craig son cristianos estrictos (no se sabe si fundamentalistas), devotamente muy religiosos y que no son muy tolerantes con el cristianismo liberal.
- El padre de Raina: El padre de Raina es un hombre que es leal a sus propias creencias y tiene la esperanza de salvar su relación con su esposa.
- La madre de Raina: La madre de Raina no tiene ningún interés en la reparación de su relación con su marido, y está tratando de seguir adelante. Tanto ella como su esposo dejan a Raina sola para cuidar de sus hermanos adoptados, así como su sobrina.
- Laura y Ben: Son los hermanos adoptivos de Raina, ambos son discapacitados mentales. Ben es una persona mucho más tranquila y serena, mientras que Laura es mucho más enérgica.
- Julie y Dave: La hermana y el cuñado de Raina respectivamente, suelen dejar a su hija al cuidado de Raina.

## Premios
- 2004 Harvey Award al mejor artista.[3]
- 2004 Harvey Award al mejor caricaturista.[3]
- 2004 Harvey Award por el mejor trabajo original en formato de "Graphic Album".[3]
- 2004 Eisner Award por el mejor "Graphic Album".[4]
- 2004 Eisner Award al mejor escritor/artista.[4]
- 2004 Ignatz Award al artista excepcional.[5]
- 2004 Ignatz Award a la Novela Gráfica excepcional o colección.[5]
- 2005 Prix de la critique.[6]